# Swoon (film)
Pour les articles homonymes, voir Swoon (homonymie).
Pour plus de détails, voir Fiche technique et Distribution.
Swoon est un film dramatique indépendant américain écrit et réalisé par Tom Kalin et sorti en 1992.
Le film revient sur l'enlèvement d'un jeune garçon et son assassinat commis par Leopold et Loeb en 1924, mais se focalisant davantage sur l'homosexualité des deux coupables que les autres films basés sur cette affaire. Richard Loeb est interprété par Daniel Schlachet et Nathan Leopold par Craig Chester.
Avec les films de Todd Haynes, Gregg Araki et d'autres réalisateurs, Swoon fait partie des œuvres associées au New Queer Cinema.

## Synopsis
L'histoire vraie de Richard Loeb et Nathan Leopold Jr., amants homosexuels, qui ont kidnappé et assassiné un enfant au début des années 1920 pour le plaisir. L'intrigue couvre les mois précédant le crime, l'enquête, le procès et le sort final des deux hommes.

## Fiche technique
- Titre original : Swoon
- Réalisation : Tom Kalin
- Scénario : Tom Kalin, Hilton Als
- Photographie : Ellen Kuras
- Montage : Tom Kalin
- Musique : James Bennett
- Costumes : Jessica Haston
- Pays d'origine : États-Unis
- Langue originale : anglais
- Format : noir et blanc
- Genre : dramatique
- Durée : 93 minutes
- Dates de sortie :  
  - États-Unis : 23 janvier 1992 (Festival du film de Sundance)

## Distribution
- Daniel Schlachet : Richard Loeb

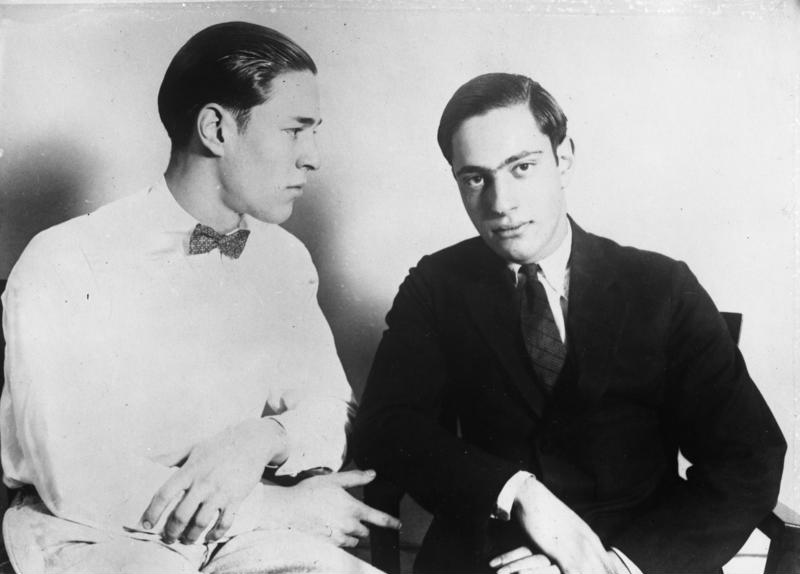
Richard Loeb et Nathan Leopold.

- Craig Chester : Nathan Leopold Jr.
- Ron Vawter : State's Attorney Crowe
- Michael Kirby : Detective Savage
- Michael Stumm : Doctor Bowman
- Valda Z. Drabla : Germaine Reinhardt
- Natalie Stanford : Susan Lurie
- Isabela Araujo : Venus in Furs Diva
- Jill 'Spanky' Buchanan : Venus in Furs Diva
- Nashom Benjamin : Venus in Furs Diva / Mona Foot (comme Mona Foot)
- Trash : Venus in Furs Diva
- Trasharama : Venus in Furs Diva
- Nashom Wooden : Venus in Furs Diva
- Adina Porter : Stenographer
- Todd Haynes : Phrenology Head
- John Ventimiglia : Prison Guard
- Nathan Leopold : lui-même (image d'archives)
- Richard Loeb : lui-même (image d'archives)